# 1229년

## 연호
- 남송(南宋) 소정(紹定) 2년
- 금(金) 정대(正大) 6년
- 일본(日本) 안테이(安貞) 3년 / 간키(寛喜) 원년
- 쩐 왕조(陳朝) 끼엔쭝(建中) 5년

## 기년
- 남송(南宋) 이종(理宗) 5년
- 금(金) 애종(哀宗) 6년
- 고려(高麗) 고종(高宗) 16년
- 몽골 오고타이 칸 원년
- 쩐 왕조(陳朝) 태종(太宗) 5년

## 사건
- 오고타이, 몽골 제국의 2대 대칸으로 선출